# Dyskografia Lupego Fiasca
Poniżej przedstawiona jest dyskografia amerykańskiego rapera Lupego Fiasca. Do tej pory wydane zostały 5 albumy solowe, 9 singli oraz 4 mixtape’y przez wytwórnie Atlantic Records i 1st & 15th Entertainment. W swojej karierze Fiasco pojawił się w utworach takich artystów jak Kanye West, Pharrell Williams, Snoop Dogg czy Jay-Z.

## Albumy solowe
| Rok  | Tytuł | Pozycja w notowaniu | Pozycja w notowaniu | Pozycja w notowaniu | Pozycja w notowaniu | Pozycja w notowaniu | Pozycja w notowaniu | Pozycja w notowaniu | Pozycja w notowaniu | Pozycja w notowaniu | Sprzedaż      | Certyfikacja |
| Rok  | Tytuł | U.S.                | U.S. R&B            | U.S. Rap            | AUS                 | CAN                 | FRA                 | IRE                 | SWI                 | UK                  | Sprzedaż      | Certyfikacja |
| ---- | --- | ------------------- | ------------------- | ------------------- | ------------------- | ------------------- | ------------------- | ------------------- | ------------------- | ------------------- | ------------- | ------------ |
| 2006 | Lupe Fiasco’s Food & Liquor - Wydany: 19 sierpnia 2006 - Wytwórnia: 1st & 15th, Atlantic - Format: CD, digital download                          | 8                   | 2                   | 1                   | –                   | –                   | –                   | –                   | –                   | 31                  | - US: 375 000 |              |
| 2007 | Lupe Fiasco’s The Cool - Wydany: 18 grudnia 2007 - Wytwórnia: 1st & 15th, Atlantic - Format: CD, digital download                                | 14                  | 4                   | 1                   | 42                  | –                   | 129                 | 24                  | 93                  | 7                   | - US: 549 000 | - US: Złoto  |
| 2011 | Lasers - Wydany: 8 marca 2011 - Wytwórnia: 1st & 15th, Atlantic - Format: CD, digital download                                                   | 1                   | 1                   | 1                   | 4                   | 4                   | 145                 | 27                  | –                   | 25                  | - US: 452 000 |              |
| 2012 | Food & Liquor II: The Great American Rap Album Pt. 1 - Wydany: 25 września 2012 - Wytwórnia: 1st & 15th, Atlantic - Format: CD, digital download |                     |                     |                     |                     |                     |                     |                     |                     |                     |               |              |
| 2015 | Tetsuo & Youth - Wydany: 20 stycznia 2015 - Wytwórnia: 1st & 15th, Atlantic - Format: CD, digital download                                       |                     |                     |                     |                     |                     |                     |                     |                     |                     |               |              |

## Single

### Jako główny wykonawca
| Rok                                                                           | Tytuł                                      | Pozycja w notowaniu | Pozycja w notowaniu | Pozycja w notowaniu | Pozycja w notowaniu | Pozycja w notowaniu | Pozycja w notowaniu | Pozycja w notowaniu | Pozycja w notowaniu | Pozycja w notowaniu | Pozycja w notowaniu | Certyfikacja                    | Album                       |
| Rok                                                                           | Tytuł                                      | US                  | US R&B              | US Rap              | AUS                 | AUT                 | CAN                 | BEL                 | FIN                 | SWI                 | UK                  | Certyfikacja                    | Album                       |
| ----------------------------------------------------------------------------- | ------------------------------------------ | ------------------- | ------------------- | ------------------- | ------------------- | ------------------- | ------------------- | ------------------- | ------------------- | ------------------- | ------------------- | ------------------------------- | --------------------------- |
| 2006                                                                          | „Kick, Push”                               | 78                  | 56                  | –                   | 66                  | –                   | –                   | –                   | –                   | –                   | 27                  |                                 | Lupe Fiasco’s Food & Liquor |
| 2006                                                                          | „I Gotcha”                                 | –                   | 86                  | –                   | –                   | –                   | –                   | –                   | –                   | –                   | 140                 |                                 | Lupe Fiasco’s Food & Liquor |
| 2006                                                                          | „Daydreamin'” (feat Jill Scott)            | –                   | 63                  | –                   | 40                  | 69                  | –                   | 62                  | 7                   | 82                  | 25                  |                                 | Lupe Fiasco’s Food & Liquor |
| 2007                                                                          | „Superstar” (feat. Matthew Santos)         | 10                  | 19                  | 3                   | 32                  | 55                  | 46                  | 72                  | –                   | 42                  | 4                   | - US: platyna                   | Lupe Fiasco’s The Cool      |
| 2008                                                                          | „Hip Hop Saved My Life” (feat. Nikki Jean) | –                   | 120                 | –                   | –                   | –                   | –                   | –                   | –                   | –                   | –                   |                                 | Lupe Fiasco’s The Cool      |
| 2008                                                                          | „Paris, Tokyo”                             | –                   | –                   | –                   | –                   | –                   | –                   | –                   | –                   | –                   | 152                 |                                 | Lupe Fiasco’s The Cool      |
| 2010                                                                          | „The Show Goes On”                         | 9                   | 45                  | 4                   | 5                   | –                   | 19                  | 50                  | –                   | –                   | 49                  | - AUS: 2× platyna - US: platyna | Lasers                      |
| 2011                                                                          | „Words I Never Said” (feat. Skylar Grey)   | 89                  | –                   | –                   | –                   | –                   | –                   | –                   | –                   | –                   | –                   |                                 | Lasers                      |
| 2011                                                                          | „Out of My Head” (feat. Trey Songz)        | 40                  | 11                  | 5                   | 57                  | –                   | –                   | –                   | –                   | –                   | –                   |                                 | Lasers                      |
| „–” oznacza, że singiel nie był notowany lub nie został wydany w danym kraju. |                                            |                     |                     |                     |                     |                     |                     |                     |                     |                     |                     |                                 |                             |

### Inne notowane piosenki
| Rok                                     | Tytuł                                       | Pozycja w notowaniu | Pozycja w notowaniu | Pozycja w notowaniu | Album  |
| Rok                                     | Tytuł                                       | US                  | AUS                 | CAN                 | Album  |
| --------------------------------------- | ------------------------------------------- | ------------------- | ------------------- | ------------------- | ------ |
| 2009                                    | „Shining Down” (feat. Matthew Santos)       | 93                  | 88                  | –                   | Lasers |
| 2011                                    | „Beautiful Lasers (2 Ways)” (feat. MDMA)    | 70                  | –                   | –                   | Lasers |
| 2011                                    | „Letting Go” (feat. Sarah Green)            | 106                 | –                   | –                   | Lasers |
| 2011                                    | „Till I Get There”                          | 110                 | –                   | –                   | Lasers |
| 2011                                    | „I Don’t Wanna Care Right Now” (feat. MDMA) | 112                 | 71                  | 78                  | Lasers |
| „–” oznacza, że utwór nie był notowany. |                                             |                     |                     |                     |        |

### Jako gościnny wykonawca
| Rok  | Tytuł                                          | Pozycja w notowaniu | Pozycja w notowaniu | Pozycja w notowaniu | Album             |
| Rok  | Tytuł                                          | US                  | US R&B              | US Rap              | Album             |
| ---- | ---------------------------------------------- | ------------------- | ------------------- | ------------------- | ----------------- |
| 2006 | „Touch the Sky” (Kanye West feat. Lupe Fiasco) | 42                  | 23                  | 10                  | Late Registration |
| 2006 | „Change” (Joy Denalane feat. Lupe Fiasco)      | –                   | –                   | –                   | Born & Raised     |
| 2011 | „This City” (Patrick Stump feat. Lupe Fiasco)  | 102                 | –                   | –                   | Soul Punk         |

## Bezalbumowe utwory
| Rok  | Tytuł                          | Artysta                                  |
| ---- | ------------------------------ | ---------------------------------------- |
| 2007 | „Real Recognize Real”          |                                          |
| 2007 | „Spaze Out”                    |                                          |
| 2007 | „Muhammed Walks”               |                                          |
| 2007 | „The Commercial”               |                                          |
| 2007 | „Make Sure”                    |                                          |
| 2008 | „Questions”                    |                                          |
| 2008 | „Gangsta’s Groove”             |                                          |
| 2008 | „Cold Blooded”                 |                                          |
| 2008 | „We Love You”                  | Feat. Sway                               |
| 2008 | „Where Do I Go”                |                                          |
| 2008 | „Hold It Down”                 |                                          |
| 2008 | „Blackout (Alternate Version)” | Feat. Trey Songz                         |
| 2008 | „Superstar (Acoustic)”         | Feat. Matthew Santos                     |
| 2008 | „Superstar (Remix)”            | Feat. Matthew Santos, Young Jeezy & T.I. |
| 2008 | „Paris, Tokyo (Remix)”         | Feat. Pharrell, Q-Tip & Sarah Green      |
| 2008 | „Accept The Troubles”          |                                          |
| 2009 | „This Is For My Niggas”        |                                          |
| 2009 | „Fire”                         |                                          |
| 2009 | „Fire (Hendrix)”               |                                          |
| 2010 | „Flash My Watch”               |                                          |
| 2010 | „I’m Beamin (Remix)”           | Feat. Trae                               |
| 2010 | „Love Letter To The Beat”      | Feat. Alicia Keys                        |
| 2010 | „Nothin’ on You”               | Feat. Bruno Mars                         |
| 2010 | „SLR (Super Lupe Rap)”         |                                          |
| 2010 | „BMF (Building Minds Faster)”  |                                          |
| 2010 | „Go To Sleep”                  |                                          |
| 2010 | „Lean”                         |                                          |
| 2010 | „Proceed”                      |                                          |
| 2010 | „What U Want”                  | Feat. Kenna                              |
| 2010 | „Army Girl”                    |                                          |
| 2011 | „Stereo Sun”                   | Feat. Eric Turner                        |
| 2011 | „Who Are You Now”              | Feat. B.o.B                              |
| 2011 | „Joaquin Phoenix”              | Feat. Travis Barker                      |
| 2011 | „Airplanes”                    | Feat. Hayley Williams                    |

## Teledyski
| Rok  | Tytuł                             | Artysta                                         | Reżyseria                              |
| ---- | --------------------------------- | ----------------------------------------------- | -------------------------------------- |
| 2006 | „Failure”                         | Lupe Fiasco                                     | Christopher Adams & Hana McDowell      |
| 2006 | "Kick, Push"                      | Lupe Fiasco                                     | Christopher Adams & Hana McDowell      |
| 2006 | "I Gotcha"                        | Lupe Fiasco                                     | Kevin Hunter                           |
| 2006 | „Daydreamin'”                     | Lupe Fiasco Feat. Jill Scott                    | Syndrome                               |
| 2006 | „Change”                          | Joy Denalane Feat. Lupe Fiasco                  | Masaki Ohkita                          |
| 2006 | „Touch the Sky”                   | Kanye West Feat. Lupe Fiasco                    | Chris Milk                             |
| 2006 | "BET Cypher 2006"                 | Styles P, Papoose & Lupe Fiasco                 |                                        |
| 2006 | "Touch The Sky (Live)”            | Kanye West Feat. Lupe Fiasco                    |                                        |
| 2007 | „The Emperor's Soundtrack”        | Lupe Fiasco                                     | Christopher Adams & Hana McDowell      |
| 2007 | "Superstar”                       | Lupe Fiasco Feat. Matthew Santos                | Hype Williams                          |
| 2007 | „Dumb It Down”                    | Lupe Fiasco Feat. GemStones & Graham Burris     |                                        |
| 2007 | "Rockstar” (Cameo for Nickelback) | Nickelback                                      | Dori Oskowitz                          |
| 2007 | "We On"                           | GemStones Feat. Lupe Fiasco                     |                                        |
| 2008 | „Hip Hop Saved My Life”           | Lupe Fiasco Feat. Nikki Jean                    | Dr. Teeth                              |
| 2008 | „Paris, Tokyo”                    | Lupe Fiasco                                     | Erik White                             |
| 2008 | Everyone Nose (Remix)             | N.E.R.D feat. Kanye West, Lupe Fiasco & Pusha T | Hype Williams                          |
| 2009 | „Solar Midnite”                   | Lupe Fiasco                                     | Mark Staubach                          |
| 2010 | "Resurrection"                    | Lupe Fiasco & Kenna                             | Shomi Patwary & Robert Elliott Simmons |
| 2010 | „I’m Beamin”                      | Lupe Fiasco                                     | Illusive Media Inc.                    |
| 2010 | Tightrope                         | Janelle Monáe Feat. B.o.B & Lupe Fiasco         | Wendy Morgan                           |
| 2010 | "We Can Do It Now"                | Common, Lupe Fiasco, Jennifer Hudson & No I.D.  |                                        |
| 2010 | "Bad Don’t Seem So Wrong"         | Trae Tha Truth Feat. Lupe Fiasco                | Jordan Tower                           |
| 2010 | "The Show Goes On”                | Lupe Fiasco                                     | Hiro Murai                             |
| 2011 | "Packers vs. Bears"               | Nick Javas & Lupe Fiasco                        |                                        |
| 2011 | "Words I Never Said"              | Lupe Fiasco Feat. Skylar Grey                   | Sanaa Hamri                            |
| 2011 | "Out Of My Head”                  | Lupe Fiasco Feat. Trey Songz                    | Gil Green                              |
| 2011 | "This City"                       | Patrick Stump Feat. Lupe Fiasco                 |                                        |
| 2011 | „Cupcakin”                        | MDMA Feat. Lupe Fiasco                          |                                        |

## Soundtracki

### Gry video
| Rok  | Gra                         | Tytuł                                     | Album                       |
| ---- | --------------------------- | ----------------------------------------- | --------------------------- |
| 2005 | Need for Speed: Most Wanted | „Tilted”                                  |                             |
| 2005 | NBA Live 06                 | „Tilted”                                  |                             |
| 2006 | NBA Live 07                 | "Kick, Push"                              | Lupe Fiasco’s Food & Liquor |
| 2006 | Madden NFL 07               | „The Instrumental” (Feat. Jonah Matranga) | Lupe Fiasco’s Food & Liquor |
| 2007 | Project Gotham Racing 4     | „The Instrumental” (Feat. Jonah Matranga) | Lupe Fiasco’s Food & Liquor |
| 2008 | Lips                        | „Superstar” (Feat. Matthew Santos)        | Lupe Fiasco’s The Cool      |
| 2009 | NHL 2K10                    | „Superstar” (Feat. Matthew Santos)        | Lupe Fiasco’s The Cool      |
| 2010 | Need for Speed: Hot Pursuit | „Shining Down”                            | Lasers                      |

### Film
| Rok  | Film           | Tytuł                                         | Album                       |
| ---- | -------------- | --------------------------------------------- | --------------------------- |
| 2008 | Królowie ulicy | „Put You on Game”                             | Lupe Fiasco’s The Cool      |
| 2008 | Królowie ulicy | "Little Weapon" (Feat. Bishop G & Nikki Jean) | Lupe Fiasco’s The Cool      |
| 2009 | New Moon       | "Solar Midnite"                               | The Twilight Saga: New Moon |
| 2011 | Fright Night   | „Letting Go”                                  | Lasers                      |